# Камбала (аэропорт)
Камбала (Приозёрск) — аэродром Карагандинской области Казахстана. Расположен в 5 км юго-западнее железнодорожной станции Сары-Шаган железной дороги Мойынты — Шу, в 34 км западнее города Приозёрск. Эксплуатируется Российской Федерацией на условиях аренды.

## Принимаемые суда
Аэродром способен принимать самолёты Ил-76, Ан-22, Ту-154 и все более лёгкие, а также вертолёты всех типов.

## История
С марта 1957 года на аэродроме базировалась 836-я отдельная смешанная авиационная эскадрилья (самолёты Ли-2). В марте-октябре 1958 года на базе эскадрильи сформирован 679-й отдельный испытательный транспортный авиационный полк.
В 1959 году на аэродроме сформирована 60-я смешанная испытательная авиационная дивизия в составе:
- 679-й отдельный испытательный транспортный авиационный полк;
- 678-й смешанный испытательный авиационный полк (прибыл в середине октября 1959);
- 206-я авиационно-техническая база;
- 294-й отдельный дивизион радиосветотехнического обеспечения;
- 496-я отдельная радиолокационная рота.

В 1961 году 496-я рота была переформирована в радиотехнический батальон. В 1962 году 305-й дивизион переформирован в батальон связи.
Для обороны объектов полигона от нападения воздушного противника в 1960 году в состав дивизии были введены 31-я отдельная истребительная авиационная эскадрилья и 936-я отдельная радиолокационная рота. 22 ноября 1960 года на базе 31-й отдельной иаэ был сформированы 737-й истребительный авиационный полк ПВО, а на базе 1266-й отдельной радиолокационной роты — 155-й радиотехнический батальон. В 1963 году они вошли в состав 7-й дивизии ПВО. 737-й истребительный авиационный полк ПВО был вооружен самолетами Су-9 (с 1960 по 1981 гг.), МиГ-17Ф (ПФ) (1965—1981 гг.), МиГ-23МЛД (с 1981 г.).
В конце 1980-х годов 53-я смешанная испытательная авиационная дивизия была сокращена и в её составе оставался 483-й отдельный испытательный транспортный авиационный полк. В декабре 1983 года 737-й истребительный авиационный полк ПВО перебазировался на аэродром Аягуз.
В октябре 1990 года 679-й оитап был расформирован, а на его основе сформирована 54-я отдельная испытательная транспортная авиационная эскадрилья (самолёты Ан-12 и Ан-26, вертолёты Ми-8Т).
В октябре 1998 года на базе 54-й ииаэ сформирована 54-я отдельная вертолётная эскадрилья (54-я овэ), базирующаяся на аэродроме и по сей день. Эскадрилья вооружена вертолётами Ми-8Т.
В 1998 году 10-й Испытательный полигон Министерства обороны России выведен из состава войск ПВО и переподчинён 4-му Государственному Центральному Межвидовому полигону РВСН.